# 마에다 도시쓰구
마에다 도시쓰구(일본어: 前田利次)는 엣추 도야마번 초대 번주이다. 관위는 증 정사위, 아와지노카미.
가가번 제2대 번주 마에다 도시쓰네(前田利常)의 차남이다. 자식은 차남 마사토시(正甫) 등이 있다.
|  | 제1대 도야마번 번주 (마에다 가문) 1639년 ~ 1674년 | 후임 마에다 마사토시 |